# Manninsaari (ö i Ule träsk)
Manninsaari är en ö i Finland. Den ligger i sjön Niskanselkä och i huvudsak i en exklav av kommunen Vaala i Norra Österbotten. De delar av ön som ligger utanför exklaven ligger därmed i Paldamo i landskapet Norra Österbotten, i den centrala delen av landet, 500 km norr om huvudstaden Helsingfors. Öns area är 4,1 hektar och dess största längd är 470 meter i öst-västlig riktning.